# بتی فورد (هنرپیشه)
بتی فورد (انگلیسی: Bette Ford؛ زادهٔ ۲۴ ژوئن ۱۹۳۷) بازیگر، مانکن و گاوباز اهل ایالات متحده آمریکا است. او اولین زن آمریکایی بود که غیرسواره در میدان گاوبازی پلازا مکزیکو، بزرگ‌ترین میدان گاوبازی جهان، مبارزه کرد.
از فیلم‌ها یا برنامه‌های تلویزیونی که وی در آن نقش داشته است، می‌توان به نشان‌گذاری شده برای مرگ، انیماتریکس، ضربه ناگهانی، مرد هانکی‌تانک و بخش فوریت‌های پزشکی اشاره کرد.